# Paoline Salagnac
Paoline Salagnac  (nacida el 13 de marzo de 1984 en Tulle, Francia) es una exjugadora de baloncesto francesa. Con 1.64 metros de estatura, jugó en la posición de base hasta su retirada en 2020.